# Teddy Lučić
Teddy Mark Šime Lučić (Göteborg, 1973. április 15. –) svéd válogatott labdarúgó, jelenleg a KF Velebit játékosedzője.
Édesapja horvát, édesanyja finn származású.
A svéd válogatott tagjaként részt vett az 1994-es, a  2002-es, a 2006-os világ illetve a 2000-es és a 2004-es Európa-bajnokságon.

## Sikerei, díjai
Svédország
- Világbajnoki bronzérmes (1): 1994